# Марія Єпсен
Марія Єпсен (нім. Maria Jepsen; нар. 19 січня 1945, Бад-Зегеберг) — перша в світі жінка-єпископ в лютеранській церкві.

## Біографія
Народилася у 1945 році в Німеччині. Після закінчення школи вивчала євангелічну теологію та класичну філологію в Тюбінгені, Кілі та Марбурзі.
У 1970 році в Кілі склала свій перший теологічний іспит і два роки прослужила у парафії вікарієм (заступником пастора). Після другого іспиту була призначена пастором громади в Мельдорфі (Шлезвіг-Гольштейн).
У наступні 19 років Марія один раз змінила прихід. У 1991 році стала старшим пастором в Гарбурзі, а 4 квітня 1992 року стала першою в світі жінкою, обраною на посаду єпископа.
У 2010 році, за два роки до офіційного закінчення терміну повноважень, подала у відставку через скандали навколо сексуальних зловживань священиками.